# White Bluff
White Bluff is een plaats (town) in de Amerikaanse staat Tennessee, en valt bestuurlijk gezien onder Dickson County.

## Demografie
Bij de volkstelling in 2000 werd het aantal inwoners vastgesteld op 2142.
In 2006 is het aantal inwoners door het United States Census Bureau geschat op 2431, een stijging van 289 (13,5%).

## Geografie
Volgens het United States Census Bureau beslaat de plaats een oppervlakte van
10,3 km², geheel bestaande uit land.

## Plaatsen in de nabije omgeving
De onderstaande figuur toont nabijgelegen plaatsen in een straal van 16 km rond White Bluff.

## Geboren
- Anson Mount (25 februari 1973), acteur